# Tiroler Versicherung
Die Tiroler Versicherung ist ein Versicherungs-Verein auf Gegenseitigkeit (V. a. G.) mit Sitz in Innsbruck (Österreich).
Der Verein zählt heute zu der Vereinigung Österreichischer Länderversicherer und wurde im Jahr 1821 als Tirolisch-Vorarlberg’sche Feuer-Versicherungsanstalt gegründet.
2019 betrugen die Prämieneinnahmen des Unternehmens € 157,5 Millionen Euro, die Anzahl der verwalteten Versicherungsverträge beträgt 539.884 bei ca. 130.000 Kunden. Die Bilanzsumme beträgt € 429,9 Millionen Euro. Von 2000 bis 2022 war Walter Schieferer Vorstandsvorsitzender, seit 2022 teilen sich Isolde Stieg und Franz Mair diesen Posten.